# Kvarteret Cygnus

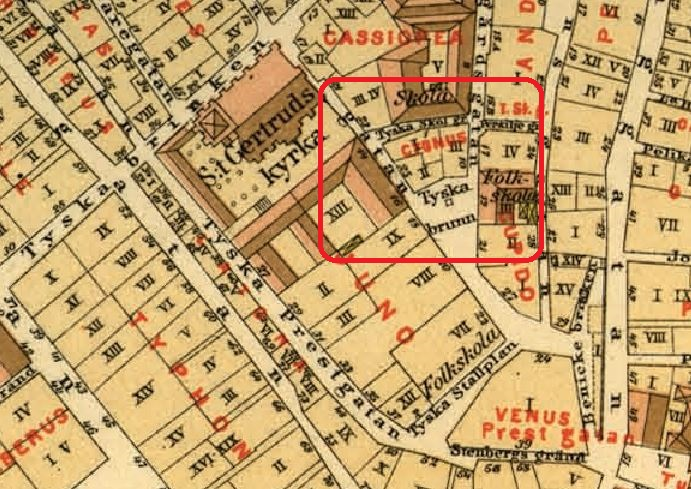
Alfred Rudolf Lundgrens karta med kvarteren Cygnus, Juno m.fl. 1885.

Kvarteret Cygnus är ett kvarter i Gamla stan i Stockholm. Kvarteret omges av Tyska skolgränd i norr, Själagårdsgatan i öster, Tyska brunnsplan i söder och Svartmangatan i väster. Kvarteret består idag av en fastighet: Cygnus 4.

## Namnet
Nästan samtliga kvartersnamn i Gamla stan tillkom under 1600-talets senare del och är uppkallade efter begrepp (främst gudar) ur den grekiska och romerska mytologin. Cygnus hör till undantagen och är det latinska namnet för svan eller stjärnbilden  Svanen. Valet av namnet har förmodligen att göra med apoteket Svanen, som låg i kvarterets södra del mellan 1650- och 1780-talet.

## Kvarteret

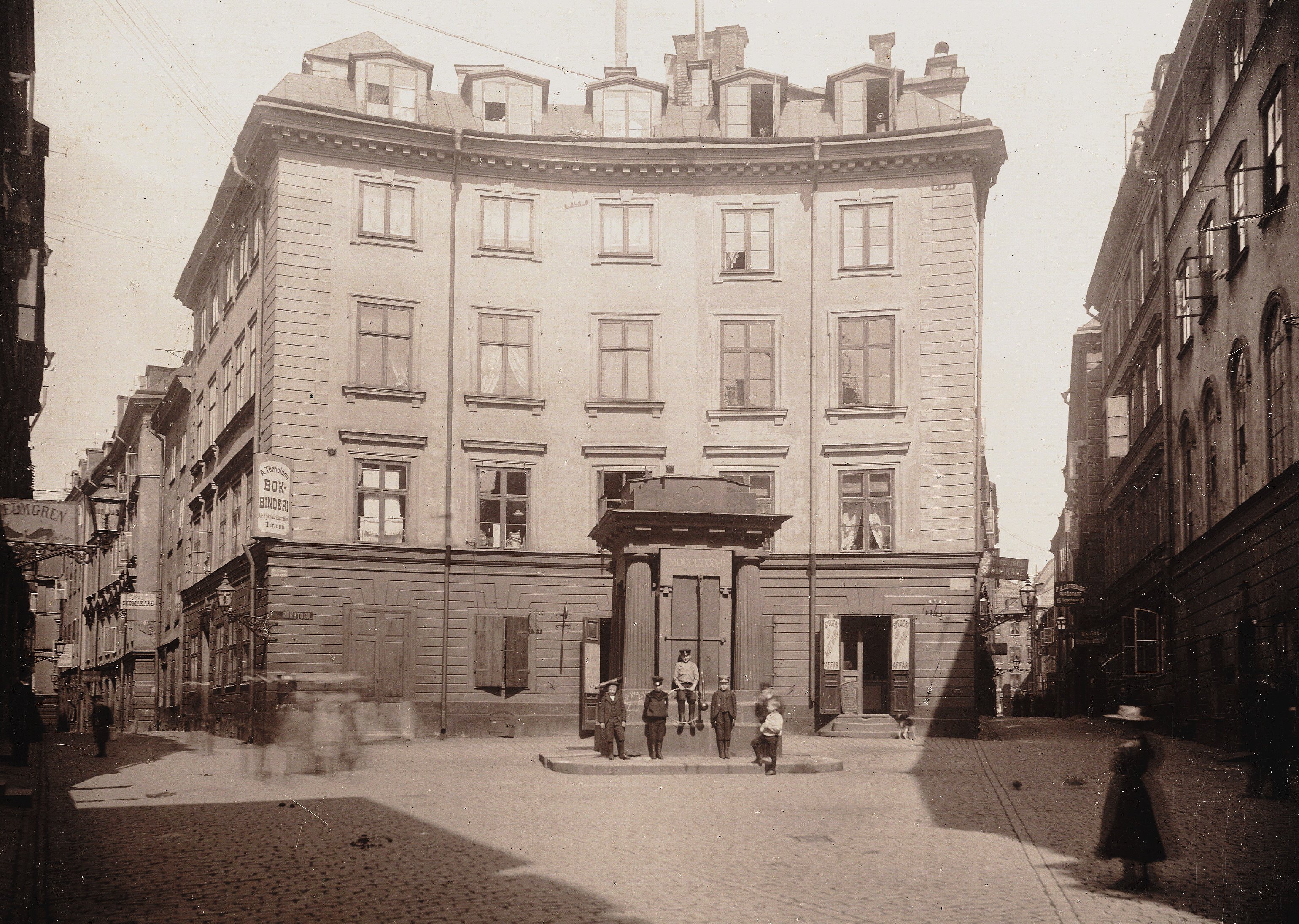
Tyska brunnsplan 1901.

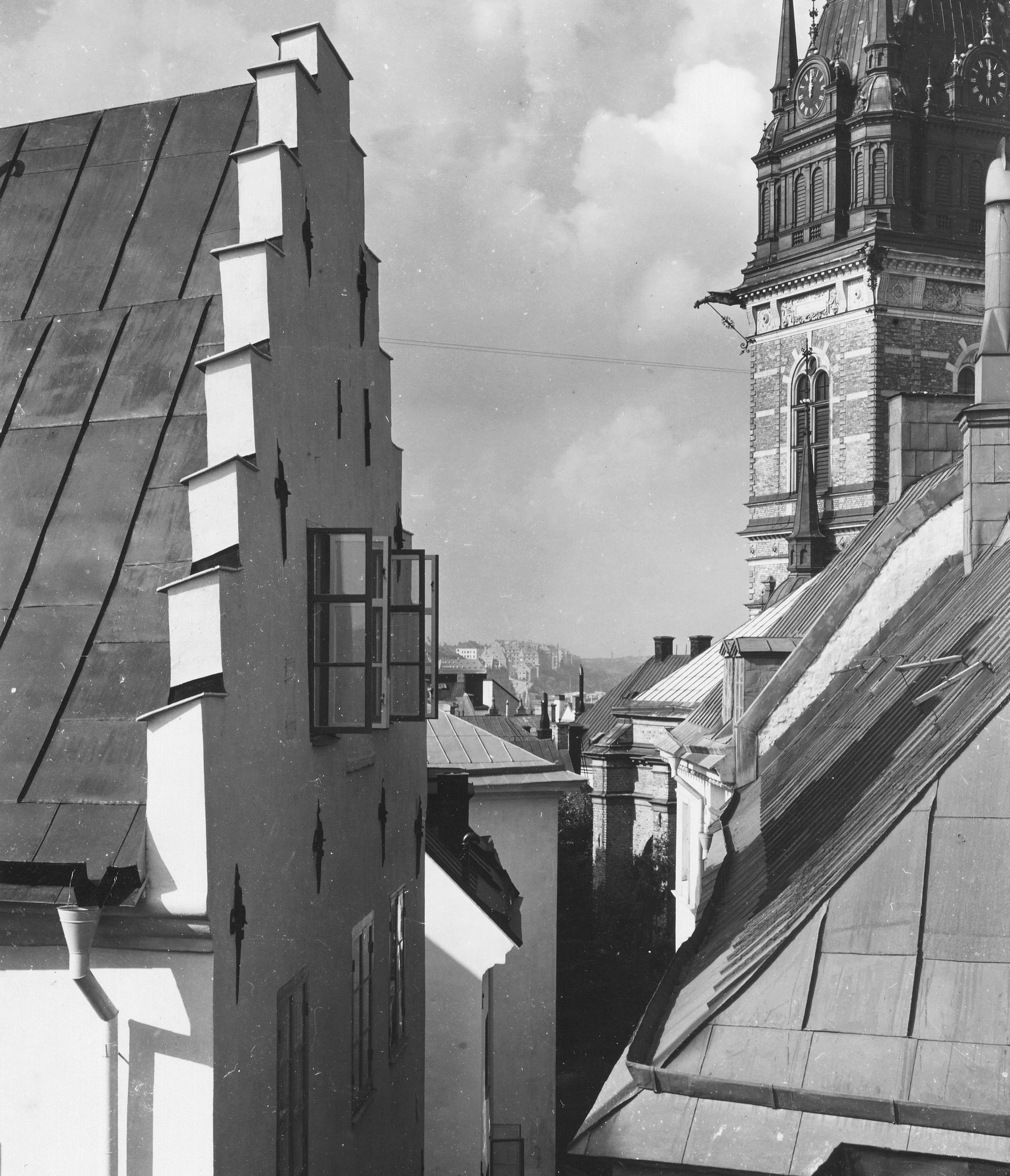
Medeltida trappgavel på Zetterströms hus.

Kvarteret Cygnus bestod ursprungligen av fyra fastigheter och hade en triangulär form, med spetsen mot syd och Tyska Brunn. År 1783 anlades här en vändplats för brandförsvarets häst och vagn, som krävde att kvarteret södra spets måste kapas och huset fick sitt nuvarande utseende mot platsen. 
För den arkitektoniska utformningen stod arkitekt Erik Palmstedt. Han förenade två smala gavelspetsar till en konkav nyantik fasad. Av fönstrens olika storlek framgår att det ursprungligen var två olika hus.  Palmstedt gestaltade även själva brunnen. I byggnadsdelen som revs låg sedan 1650-talet apoteket Svanen, som fick en ny plats rakt över gatan på Svartmangatan 18 i kvarteret Juno.
I kvarterets nordöstra del, tidigare Cygnus 3, (hörnet Själagårdsgatan / Tyska Skolgränd) ligger Niclas Zetterströms hus. Zetterström var klensmedsålderman och ägare till byggnaden på 1760-talet. Huset har sin medeltida byggnadskropp och en tidstypisk trappgavel i behåll. Under 1600- och 1700-talen utfördes en del restaureringar av byggnaden.  1866 och 1867 hade den illustrerade skämttidningen Söndags-Nisse sin redaktion i fastighetens södra del, Skärgårdsgatan 10 (nuvarande Själagårdsgatan 10).

## Sanering

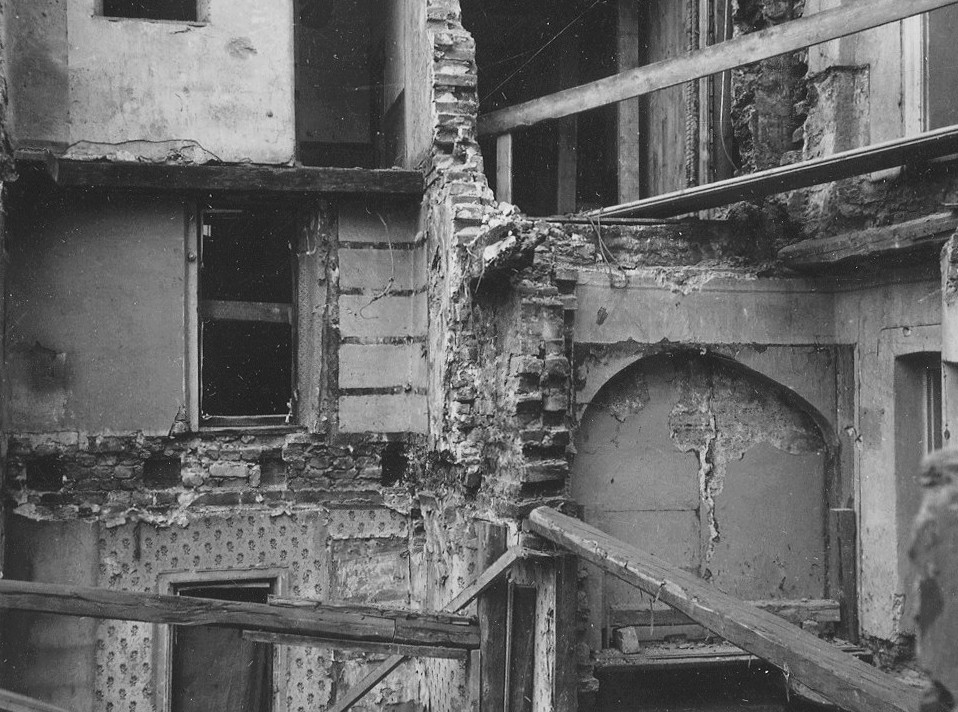
Rivning av del av Cygnus 1, 1939.

Mellan åren 1934 och 1938 förvärvades fastigheterna i kvarteret Cepheus och Cygnus av Samfundet S:t Erik och AB Stadsholmen för att kunna utföra en omfattande sanering av båda kvarteren. En del av bebyggelsen i Cygnus nordvästra hörn, tidigare Cygnus 1, revs 1939. Byggherre var AB Stadsholmen och för den arkitektoniska utformningen med nya, moderna lägenheter stod arkitekt Albin Stark, som även ansvarade för saneringen av Cepheus två år tidigare. Vid det tillfället slogs även kvarterets tre fastigheter ihop till en: Cygnus 4.